# Seven de Hong Kong 2023
El Seven de Hong Kong 2023 fue el octavo torneo de la Serie Mundial Masculina de Rugby 7 2022-23.
Se disputó en la instalaciones del Hong Kong Stadium.

## Formato
Se dividen en cuatro grupos de cuatro equipos, cada grupo se resuelve con el sistema de todos contra todos a una sola ronda; la victoria otorga 3 puntos, el empate 2 y la derrota 1 punto.
Los dos equipos con más puntos en cada grupo avanzan a cuartos de final de la Copa. Los cuatro ganadores avanzan a semifinales de la Copa, y los cuatro perdedores a semifinales por el quinto puesto.
Los dos equipos con menos puntos en cada grupo jugaron la Challenge Trophy, definiendo en la misma el puesto final a ocupar en el torneo y los puntos correspondientes a tal mérito que suman para la tabla anual de la  Serie Mundial Masculina de Rugby 7 2022-23.

## Fase de grupos
|  | Avanzan a cuartos de final. |

### Grupo A
| Pos | Países    | Partidos | Partidos | Partidos | Tantos | Tantos | Tantos | Pts |
| Pos | Países    | G        | E        | P        | PF     | PC     | DP     | Pts |
| --- | --------- | -------- | -------- | -------- | ------ | ------ | ------ | --- |
| 1   | Fiyi      | 3        | 0        | 0        | 78     | 33     | +45    | 9   |
| 2   | Argentina | 2        | 0        | 1        | 62     | 52     | +10    | 7   |
| 3   | Samoa     | 1        | 0        | 2        | 55     | 43     | +12    | 5   |
| 4   | Canadá    | 0        | 0        | 3        | 19     | 86     | -67    | 3   |

| 31 de marzo | Fiyi | 12 - 7 | Samoa |  |  |

| 31 de marzo | Argentina | 17 - 7 | Canadá |  |  |

| 1 de abril | Fiyi | 40 - 7 | Canadá |  |  |

| 1 de abril | Argentina | 26 - 19 | Samoa |  |  |

| 1 de abril | Samoa | 29 - 5 | Canadá |  |  |

| 1 de abril | Argentina | 19 - 26 | Fiyi |  |  |

### Grupo B
| Pos | Países       | Partidos | Partidos | Partidos | Tantos | Tantos | Tantos | Pts |
| Pos | Países       | G        | E        | P        | PF     | PC     | DP     | Pts |
| --- | ------------ | -------- | -------- | -------- | ------ | ------ | ------ | --- |
| 1   | Francia      | 3        | 0        | 0        | 55     | 42     | +13    | 9   |
| 2   | Gran Bretaña | 2        | 0        | 1        | 61     | 41     | +20    | 7   |
| 3   | Uruguay      | 1        | 0        | 2        | 50     | 45     | +5     | 5   |
| 4   | Hong Kong    | 0        | 0        | 3        | 40     | 78     | -38    | 3   |

| 31 de marzo | Uruguay | 12 - 14 | Gran Bretaña |  |  |

| 31 de marzo | Francia | 21 - 14 | Hong Kong |  |  |

| 1 de abril | Gran Bretaña | 33 - 12 | Hong Kong |  |  |

| 1 de abril | Francia | 17 - 14 | Uruguay |  |  |

| 1 de abril | Uruguay | 24 - 14 | Hong Kong |  |  |

| 1 de abril | Francia | 17 - 14 | Gran Bretaña |  |  |

### Grupo C
| Pos | Países         | Partidos | Partidos | Partidos | Tantos | Tantos | Tantos | Pts |
| Pos | Países         | G        | E        | P        | PF     | PC     | DP     | Pts |
| --- | -------------- | -------- | -------- | -------- | ------ | ------ | ------ | --- |
| 1   | Estados Unidos | 2        | 0        | 1        | 55     | 12     | +43    | 7   |
| 2   | España         | 2        | 0        | 1        | 45     | 17     | +28    | 7   |
| 3   | Australia      | 2        | 0        | 1        | 43     | 36     | +7     | 7   |
| 4   | Japón          | 0        | 0        | 3        | 12     | 88     | -76    | 3   |

| 31 de marzo | Estados Unidos | 0 - 7 | España |  |  |

| 31 de marzo | Australia | 26 - 5 | Japón |  |  |

| 1 de abril | Estados Unidos | 31 - 0 | Japón |  |  |

| 1 de abril | Australia | 12 - 7 | España |  |  |

| 1 de abril | España | 31 - 7 | Japón |  |  |

| 1 de abril | Australia | 5 - 24 | Estados Unidos |  |  |

### Grupo D
| Pos | Países        | Partidos | Partidos | Partidos | Tantos | Tantos | Tantos | Pts |
| Pos | Países        | G        | E        | P        | PF     | PC     | DP     | Pts |
| --- | ------------- | -------- | -------- | -------- | ------ | ------ | ------ | --- |
| 1   | Nueva Zelanda | 3        | 0        | 0        | 67     | 19     | +48    | 9   |
| 2   | Sudáfrica     | 2        | 0        | 1        | 47     | 36     | +11    | 7   |
| 3   | Irlanda       | 1        | 0        | 2        | 40     | 54     | -14    | 5   |
| 4   | Kenia         | 0        | 0        | 3        | 36     | 81     | -45    | 3   |

| 31 de marzo | Nueva Zelanda | 29 - 5 | Kenia |  |  |

| 31 de marzo | Irlanda | 7 - 14 | Sudáfrica |  |  |

| 1 de abril | Nueva Zelanda | 12 - 7 | Sudáfrica |  |  |

| 1 de abril | Irlanda | 26 - 14 | Kenia |  |  |

| 1 de abril | Kenia | 17 - 26 | Sudáfrica |  |  |

| 1 de abril | Irlanda | 7 - 26 | Nueva Zelanda |  |  |

## Fase final

### Definición 13° puesto
|  | Semifinal | Semifinal | Semifinal |           |        | 13° puesto | 13° puesto | 13° puesto |  |
|  |           |           |           |           |        |            |            |            |  |
|  |           |           |           |           |        |            |            |            |  |
|  | Canadá    | Canadá    | 19        |           |        |            |            |            |  |
|  | Canadá    | Canadá    | 19        |           |        |            |            |            |  |
|  | Japón     | Japón     | 12        |           |        |            |            |            |  |
|  | Japón     | Japón     | 12        |           | Canadá | Canadá     | 7          |            |  |
|  |           |           |           |           | Canadá | Canadá     | 7          |            |  |
|  |           |           | Hong Kong | Hong Kong | 17     |            |            |            |  |
|  | Kenia     | Kenia     | Hong Kong | Hong Kong | 17     | 10         |            |            |  |
|  | Kenia     | Kenia     |           |           |        | 10         |            |            |  |
|  | Hong Kong | Hong Kong | 19        |           |        |            |            |            |  |
|  | Hong Kong | Hong Kong | 19        |           |        |            |            |            |  |
|  |           |           |           |           |        |            |            |            |  |

### Copa de plata
|  | Cuartos de final | Cuartos de final | Cuartos de final |           |         | Semifinales | Semifinales | Semifinales |  |         | Copa    | Copa | Copa |  |
|  |                  |                  |                  |           |         |             |             |             |  |         |         |      |      |  |
|  |                  |                  |                  |           |         |             |             |             |  |         |         |      |      |  |
|  | Irlanda          | Irlanda          | 17               |           |         |             |             |             |  |         |         |      |      |  |
|  | Irlanda          | Irlanda          | 17               |           |         |             |             |             |  |         |         |      |      |  |
|  | Canadá           | Canadá           | 0                |           |         |             |             |             |  |         |         |      |      |  |
|  | Canadá           | Canadá           | 0                |           | Irlanda | Irlanda     | 31          |             |  |         |         |      |      |  |
|  |                  |                  |                  |           | Irlanda | Irlanda     | 31          |             |  |         |         |      |      |  |
|  |                  |                  | Uruguay          | Uruguay   | 7       |             |             |             |  |         |         |      |      |  |
|  | Uruguay          | Uruguay          | Uruguay          | Uruguay   | 7       | 40          |             |             |  |         |         |      |      |  |
|  | Uruguay          | Uruguay          |                  |           |         |             |             |             |  |         |         |      |      |  |
|  | Japón            | Japón            | 0                |           |         |             |             |             |  |         |         |      |      |  |
|  | Japón            | Japón            | 0                |           |         |             |             |             |  | Irlanda | Irlanda | 19   |      |  |
|  |                  |                  |                  |           |         |             |             |             |  | Irlanda | Irlanda | 19   |      |  |
|  |                  |                  | Samoa            | Samoa     | 17      |             |             |             |  |         |         |      |      |  |
|  | Samoa            | Samoa            | Samoa            | Samoa     | 17      | 26          |             |             |  |         |         |      |      |  |
|  | Samoa            | Samoa            |                  |           |         |             |             |             |  |         |         |      |      |  |
|  | Kenia            | Kenia            | 12               |           |         |             |             |             |  |         |         |      |      |  |
|  | Kenia            | Kenia            | 12               |           | Samoa   | Samoa       | 15          |             |  |         |         |      |      |  |
|  |                  |                  |                  |           | Samoa   | Samoa       | 15          |             |  |         |         |      |      |  |
|  |                  |                  | Australia        | Australia | 12      |             |             |             |  |         |         |      |      |  |
|  | Australia        | Australia        | Australia        | Australia | 12      | 22          |             |             |  |         |         |      |      |  |
|  | Australia        | Australia        |                  |           |         |             |             |             |  |         |         |      |      |  |
|  | Hong Kong        | Hong Kong        | 5                |           |         |             |             |             |  |         |         |      |      |  |
|  | Hong Kong        | Hong Kong        | 5                |           |         |             |             |             |  |         |         |      |      |  |
|  |                  |                  |                  |           |         |             |             |             |  |         |         |      |      |  |

### Definición 5° puesto
|  | Semifinal      | Semifinal      | Semifinal |           |           | 5° puesto | 5° puesto | 5° puesto |  |
|  |                |                |           |           |           |           |           |           |  |
|  |                |                |           |           |           |           |           |           |  |
|  | Argentina      | Argentina      | 19        |           |           |           |           |           |  |
|  | Argentina      | Argentina      | 19        |           |           |           |           |           |  |
|  | España         | España         | 0         |           |           |           |           |           |  |
|  | España         | España         | 0         |           | Argentina | Argentina | 7         |           |  |
|  |                |                |           |           | Argentina | Argentina | 7         |           |  |
|  |                |                | Sudáfrica | Sudáfrica | 5         |           |           |           |  |
|  | Sudáfrica      | Sudáfrica      | Sudáfrica | Sudáfrica | 5         | 38        |           |           |  |
|  | Sudáfrica      | Sudáfrica      |           |           |           | 38        |           |           |  |
|  | Estados Unidos | Estados Unidos | 7         |           |           |           |           |           |  |
|  | Estados Unidos | Estados Unidos | 7         |           |           |           |           |           |  |
|  |                |                |           |           |           |           |           |           |  |

### Copa de oro
|  | Cuartos de final | Cuartos de final | Cuartos de final |              |               | Semifinales   | Semifinales | Semifinales |         |               | Copa          | Copa         | Copa |  |
|  |                  |                  |                  |              |               |               |             |             |         |               |               |              |      |  |
|  |                  |                  |                  |              |               |               |             |             |         |               |               |              |      |  |
|  | Nueva Zelanda    | Nueva Zelanda    | 24               |              |               |               |             |             |         |               |               |              |      |  |
|  | Nueva Zelanda    | Nueva Zelanda    | 24               |              |               |               |             |             |         |               |               |              |      |  |
|  | Argentina        | Argentina        | 10               |              |               |               |             |             |         |               |               |              |      |  |
|  | Argentina        | Argentina        | 10               |              | Nueva Zelanda | Nueva Zelanda | 12          |             |         |               |               |              |      |  |
|  |                  |                  |                  |              | Nueva Zelanda | Nueva Zelanda | 12          |             |         |               |               |              |      |  |
|  |                  |                  | Francia          | Francia      | 7             |               |             |             |         |               |               |              |      |  |
|  | Francia          | Francia          | Francia          | Francia      | 7             | 19            |             |             |         |               |               |              |      |  |
|  | Francia          | Francia          |                  |              |               |               |             |             |         |               |               |              |      |  |
|  | España           | España           | 14               |              |               |               |             |             |         |               |               |              |      |  |
|  | España           | España           | 14               |              |               |               |             |             |         | Nueva Zelanda | Nueva Zelanda | 24           |      |  |
|  |                  |                  |                  |              |               |               |             |             |         | Nueva Zelanda | Nueva Zelanda | 24           |      |  |
|  |                  |                  | Fiyi             | Fiyi         | 17            |               |             |             |         |               |               |              |      |  |
|  | Fiyi             | Fiyi             | Fiyi             | Fiyi         | 17            | 10            |             |             |         |               |               |              |      |  |
|  | Fiyi             | Fiyi             |                  |              |               |               |             |             |         |               |               |              |      |  |
|  | Sudáfrica        | Sudáfrica        | 7                |              |               |               |             |             |         |               |               |              |      |  |
|  | Sudáfrica        | Sudáfrica        | 7                |              | Fiyi          | Fiyi          | 19          |             |         | Tercer lugar  | Tercer lugar  | Tercer lugar |      |  |
|  |                  |                  |                  |              | Fiyi          | Fiyi          | 19          |             |         | Tercer lugar  | Tercer lugar  | Tercer lugar |      |  |
|  |                  |                  | Gran Bretaña     | Gran Bretaña | 14            |               |             |             |         |               |               |              |      |  |
|  | Estados Unidos   | Estados Unidos   | Gran Bretaña     | Gran Bretaña | 14            | 10            |             |             | Francia | Francia       | 19            |              |      |  |
|  | Estados Unidos   | Estados Unidos   |                  |              |               |               |             |             | Francia | Francia       | 19            |              |      |  |
|  | Gran Bretaña     | Gran Bretaña     | 21               |              |               |               |             |             |         |               | Gran Bretaña  | Gran Bretaña | 17   |  |
|  | Gran Bretaña     | Gran Bretaña     | 21               |              |               |               |             |             |         |               | Gran Bretaña  | Gran Bretaña | 17   |  |
|  |                  |                  |                  |              |               |               |             |             |         |               |               |              |      |  |

| Bandera de Nueva Zelanda |
| Campeón Nueva Zelanda    |
| 3º título del circuito   |